# Florbela Moreira
Florbela Moreira é uma artista plástica portuguesa, nascida em África, Congo Belga (ex-Zaire) e, actual República Democrática do Congo. A residir no Algarve desde 1993, possui atelier em Silves. A artista frequentou a Escola de Belas Artes de Boisfort em Bruxelas (Bélgica) e desde então tem experimentado diversas técnicas mistas com predominância para a colagem tendo com referências a pintura impressionista de Paul Cézanne, as colagens de Georges Braque e os primeiros trabalhos de Picasso.
Do seu currículo constam diversas exposições individuais e coletivas, em Portugal. Os seu trabalho tem sido adquirido para coleções privadas em Portugal e no estrangeiro (Inglaterra, Espanha, Itália, Estados Unidos da América, Emirados Árabes Unidos, etc. entre muitos outros). Algumas das suas obras fazem parte do acervo de Museus nomeadamente no México (Durango) e Brasil (Minas Gerais).

## Algumas obras da artista

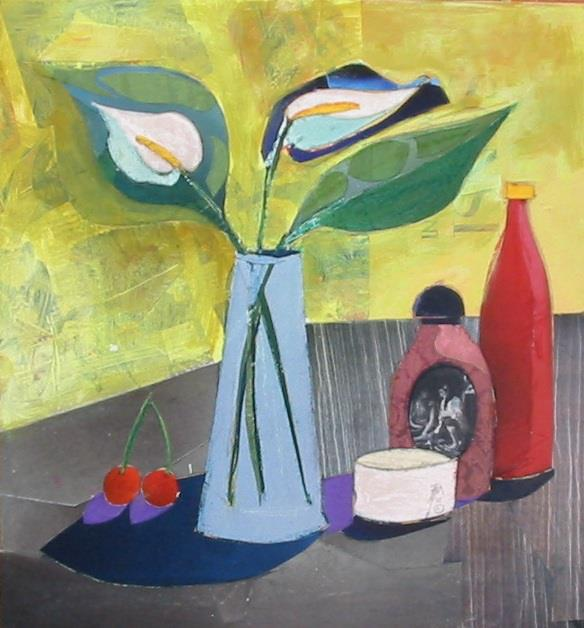
Florbela Moreira - Collage
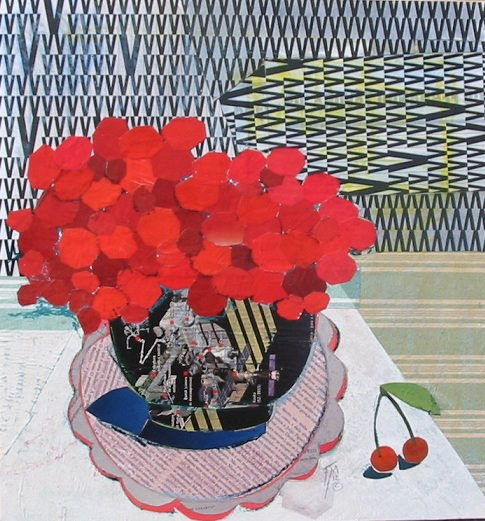
Florbela Moreira - Collage Portrait
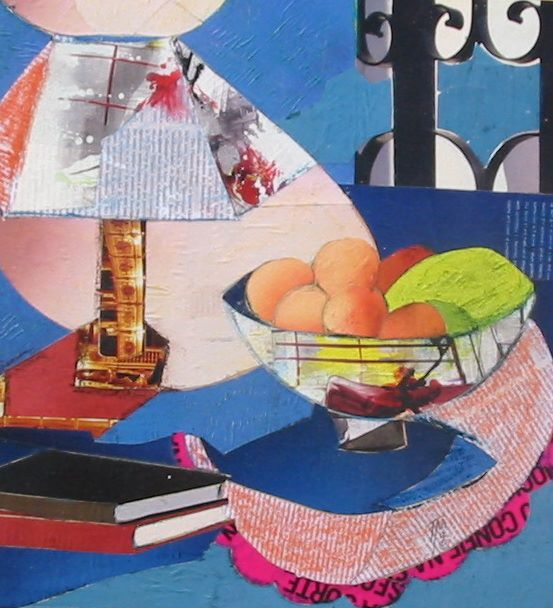
Florbela Moreira - Collage Portrait
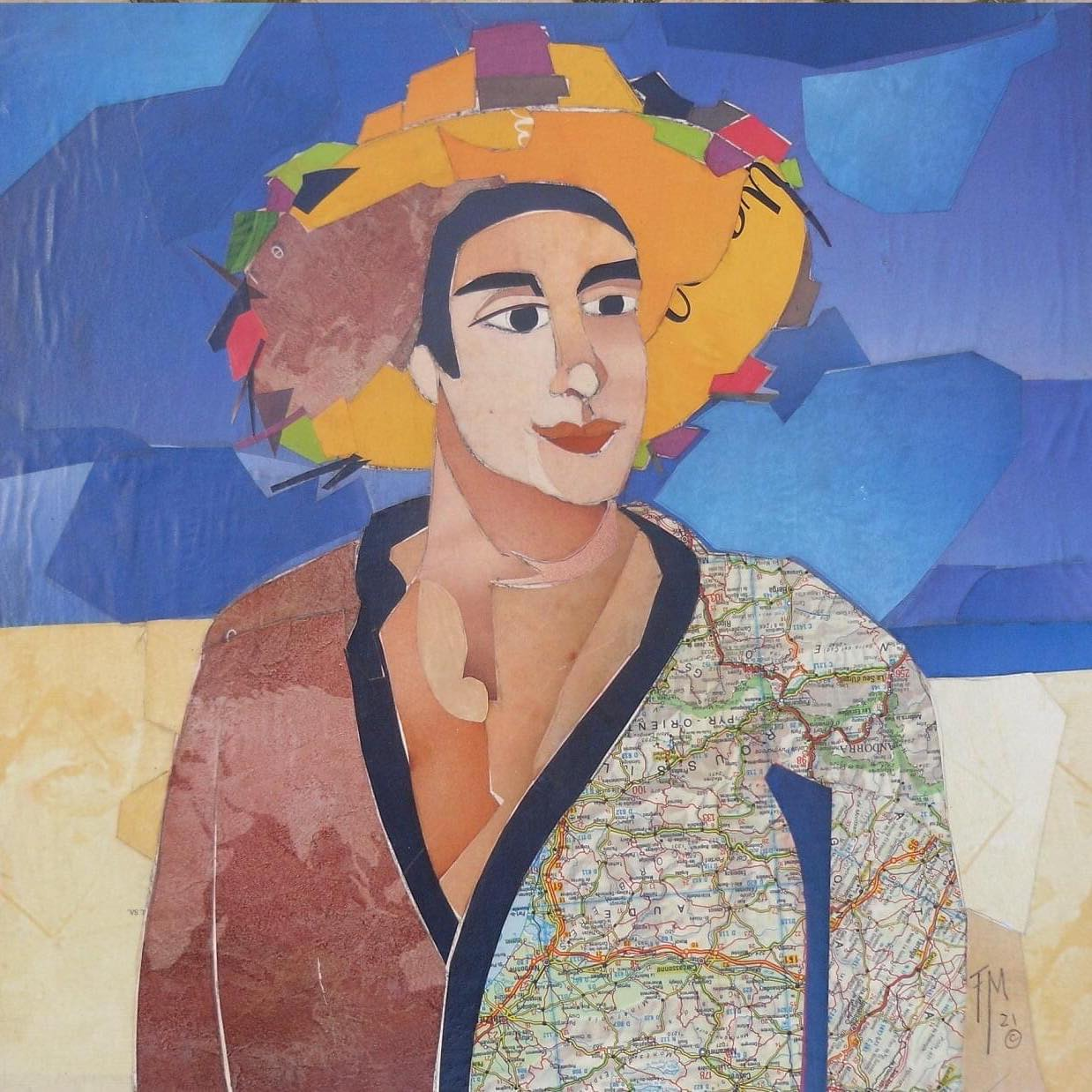
Florbela Moreira - Collage - Portrait of a Young Man